# Istituto nazionale di statistica
Pour les autres articles nationaux ou selon les autres juridictions, voir Institut national de la statistique.
 (août 2024).
Si vous disposez d'ouvrages ou d'articles de référence ou si vous connaissez des sites web de qualité traitant du thème abordé ici, merci de compléter l'article en donnant les références utiles à sa vérifiabilité et en les liant à la section « Notes et références ».
L'Istituto nazionale di statistica (ISTAT), ou Institut national de statistique, est un organisme public de recherche italien consacré à toutes les questions de statistiques et de démographie dans le pays.

## Histoire
Présent en Italie à partir de 1926, il est le principal producteur de données statistiques officielles à destination des citoyens et des décideurs publics. Il travaille en totale autonomie et en interaction continue avec le monde scientifique. L'institut est présidé, depuis le 4 août 2009, par Enrico Giovannini qui était précédemment le chef statisticien de l'Organisation de coopération et de développement économiques (OCDE).

## Mission
Parmi ses missions les plus importantes : la réalisation des recensements à caractère général, population et habitations, industrie et services, agriculture. Il revient à l'ISTAT d'exécuter la plupart des enquêtes faisant partie du Sistema statistico nazionale (SISTAN), l'ensemble des relevés et des rapports considérés comme indispensables pour le pays.
À partir de 1989, l'ISTAT a pour rôle de proposer les orientations, d'assurer la coordination, l'assistance technique et la formation au sein du Sistema statistico nazionale (SISTAN), créé par le décret 322/89 pour rationaliser et diffuser la production des informations et optimiser les ressources destinées aux statistiques officielles. Le SISTAN comprend l'ISTAT, les bureaux de statistique centraux et locaux des administrations de l'État, des organismes locaux et territoriaux, des chambres de commerce, d'autres organismes et administrations publiques ainsi que des organismes publics d'information à caractère statistique.

## Numismatique
Une pièce de 500 lires est émise en 1996 pour commémorer les 70 ans de l'institut. Le bâtiment de l'ISTAT à Rome est représenté au revers.